# De/Vision

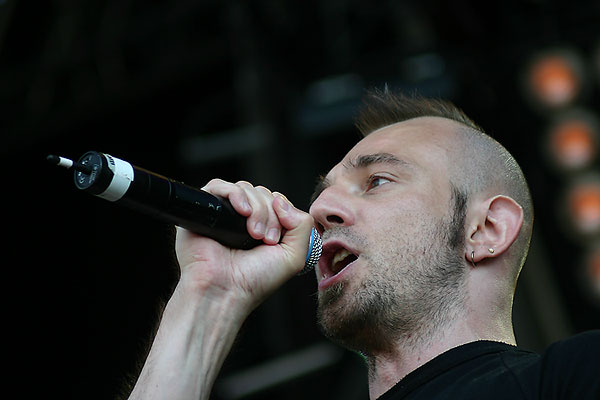
Steffen Keth.

De/Vision es un grupo alemán de synth pop. Comenzaron como un cuarteto formado por Thomas Adam, Steffen Keth, Stefan Blender y Markus Ganssert en 1988. El nombre De/Vision es un juego de palabras. La mayor parte de las letras de sus canciones son en inglés, pero también tienen algunas canciones escritas en alemán. 
Markus abandonó la banda en el año 2000, el mismo año en que Steffen comenzó un proyecto paralelo como vocalistas con Green Court, llamado Green Court featuring De/Vision. Thomas Adam y Steffen Keth son los actuales miembros de De/Vision y están afiliados a la discográfica Popgefhar Records y a Dancing Ferret Discs en Estados Unidos. Desde 1994 De/Vision ha lanzado un nuevo álbum de estudio cada año y medio.

## Miembros

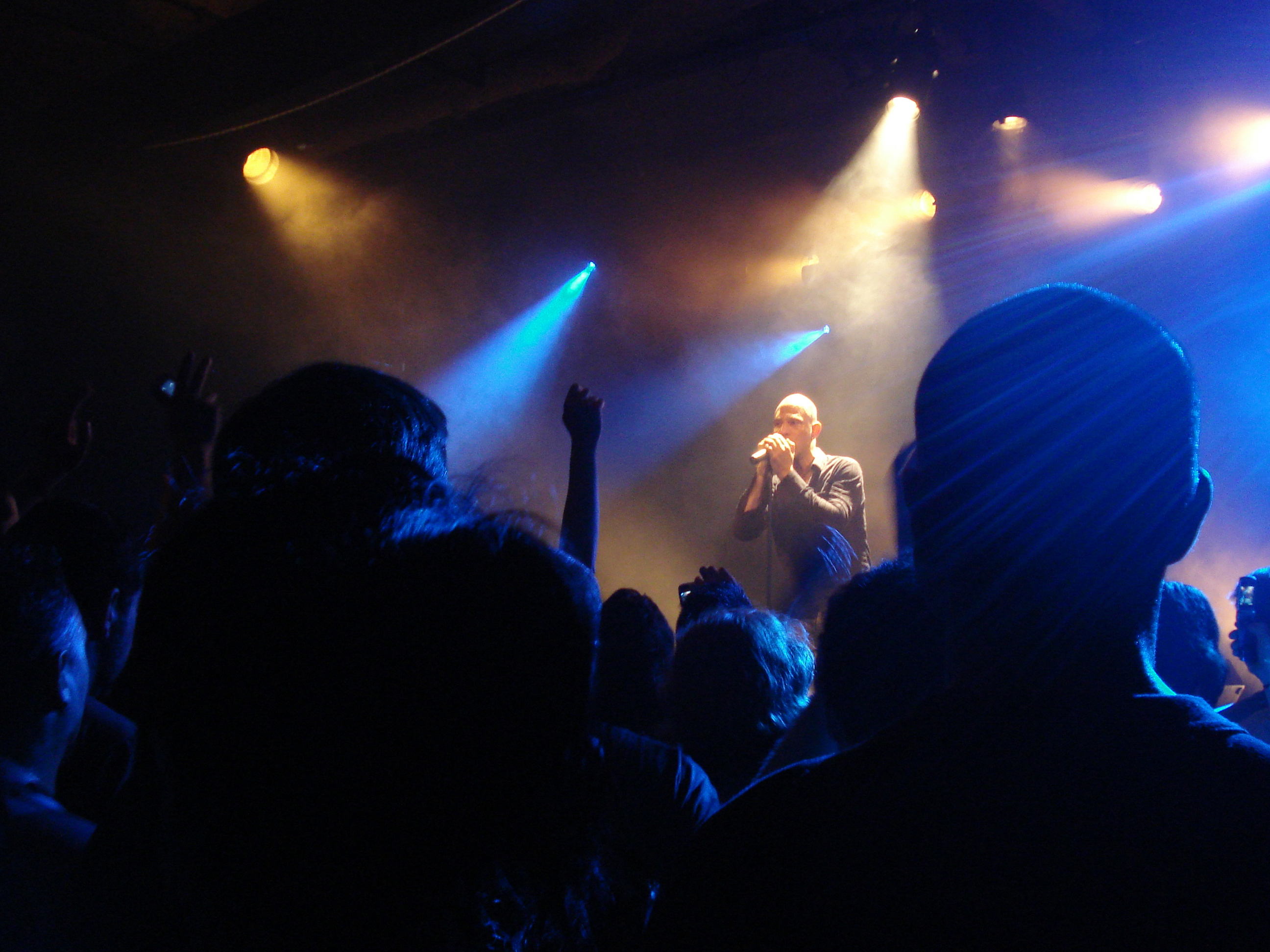
De/Vision en vivo en Buenos Aires en febrero de 2008.

- Thomas Adam - teclado, letras y voz.
- Steffen Keth - cantante y compositor.
- Markus Ganssert - (exmiembro 1988-2000).
- Stefan Blender - (exmiembro 1988-1991).

## Discografía

### Álbumes
- World without End (1994).
- Unversed in Love (1995).
- Fairyland? (1996).
- Monosex (1998).
- Void (1999).
- Two (2001).
- Devolution (2003).
- 6 Feet Underground (2004).
- Subkutan (2006).
- Noob (2007).
- Popgefähr (2010).
- Rockets+Swords (2012).
- 十三 (2016).
- City Beats (2018).

### Reediciones, recopilatorios, remezclas y actuaciones en vivo
- Antiquity (1995).
- Live moments we shared (1996).
- Fairylive! (1997).
- Zehn (1998).
- Unplugged (2002).
- Remixed (2002).
- Live '95 & '96 (2002).
- Devolution Tour - Live (2003).
- Best of (2006).
- Da Mals (2007).
- Popgefahr - The Mix (2011).
- Popgefahr - The Mix 3.0 (2011).
- Unfinished Tape Sessions (2014).
- Instrumental Collection Boxes (2014).

### Sencillos y EP
- Your Hands on my Skin (1990).
- Boy on the Street (1992).
- Try to Forget (1992).
- Dinner Without Grace (1993).
- Love Me Again (1994).
- Boy on the street - EP, 1995).
- Blue Moon (1995).
- Dress Me When I Bleed (1995).
- Sweet Life (1996).
- I Regret (1996).
- We fly... Tonight MCD (1998).
- We fly... Tonight Remixes (1998).
- Strange Affection MCD (1998).
- Strange Affection Remixes MCD (1998).
- Hear Me Calling (Promocional indédito, 1999).
- Foreigner (1999).
- Freedom (2000).
- Heart-shaped Tumor (2001).
- Lonely Day (2002).
- Drifting Sideways (2003).
- Digital Dream (2003).
- I Regret '03 (2003).
- I'm Not Dreaming of You/Unputdownable (2004).
- Turn Me On (2005).
- The End (Promocional, 2006).
- Rage / Time to be alive (2010).
- Twisted Story (2010).
- Brotherhood of man (2012).
- Brothers in Arms (2014).
- Who Am I (2016).

+ They won´t silence us (2018)

### DVD
- Unplugged And the Motion Pictures (PAL, 2003).
- Pictures of the Past (NTSC, 2003).
- 25 Years Best of Tour (2014).

## Curiosidades
El grupo español OBK lanzó en 2001 su propia versión de Strange Affection. La llamaron A Ciegas y está incluida en su álbum Extrapop.